# Acantharchus pomotis
Acantharchus pomotis е вид лъчеперка от семейство Centrarchidae. Видът е незастрашен от изчезване.

## Разпространение и местообитание
Разпространен е в САЩ.
Среща се на дълбочина около 0,8 m.

## Описание
На дължина достигат до 21 cm.
Продължителността им на живот е около 8 години. Популацията им е стабилна.